# Енуклеација ока
Енуклеација ока хируршки је захват којим се уклањања цела очне јабучице и њен  унутарочни или интраокуларног садржаја, уз очување свих осталих периорбиталних и орбиталних структура. Енуклеација ока може бити повезана са значајном психолошком траумом, тако да привремена корекција очне јабучице даје пацијенту времена да размотри своје могућности и предности и недостатке енуклеације након почетне трауме. Поред тога, она омогућава разрешење било каквог измењеног менталног статуса и даје аутономију пацијенту за избор ове операције у будућности.
Ретки ризик од симпатичке офталмије је могућ и о њему се мора разговарати са пацијентом пре интервенције.

## Терминологија

### Енуклеација ока
Енуклеација ока је операција којом се хируршки одстрањује цело око, уколико у њему постоји злоћудни рак, који се не може лечити терапијом зрачењем. Током операције очни мишићи се фиксирају за орбитални имплантант, како би се, након операције, покрети имплантанта преносли на очну протезу, коју окулиста израђује око месец дана након операције.

### Евисцерација ока
Евисцерација ока подразумева хируршко уклањање унутрашњег садржаја ока, у случају слепог или болног ока, насталог након очних болести и повреда. Беоњача и очни мишићи остају, а у беоњачи се уграђује орбитални имплантант. На крају операције поставља се конјуктивални конформер, који има улогу привремене очне протезе. После месец дана од операције, очну протезу може да изради окулист.

### Eгзентерацијa ока
Eгзентерацијa ока је најрадикалнија опарација у којој се уклања цео садржај орбите (очне дупље), укључујући очну јабучицу мишиће и сва мека ткива очне шупљине. Прмењује с код туморакоји су примарно неуронског порекла (из саме орбите) или се развијају секундарно. од тумора очних капака, ендокранијалних тумора, тумора синуса или од метастаза удаљених органа. Eгзентерацијa се изводи у општој анестезији код опсежног злоћудног обољења у очној шупљини (орбити) које угрожава живот пацијента (нпр код ширења карцинома базалних ћелија или планоцелуларног карцинома очних капка или меланома хороидее у очну шупљину, односно код метастаза очне шупљине (орбите)).

## Историја
Хируршко уклањање ока први пут је обављено 1500-их година као поступак познат као екстирпација.   За разлику од енуклеације, која се данас примењује, вежњача или конјуктива и екстраокуларни мишићи нису били поштеђени. До средине 1800-их, у литератури се  описује енуклеација без накнадне уградње имплантата. Први извештаји о уградњи имплантата након енуклеације, који су обављани са променљивим успехом у задржавању имплантата, датирају из 1886. и 1887. године.

## Индикације
Главне индикације за енуклеацију ока су:
- Интраокуларни малигнитет или велика сумња на интраокуларни малигнитет (најчешће увеални меланом и ретинобластом )
- Слепо, болно око
- Тешка инфекција ока без визуелног потенцијала
- Симпатична офталмија
- Микрофталмус
- Повреда или траума без визуелног потенцијала. Улога примарне енуклеације у акутној трауми остаје контроверзна, посебно када се ментални статус пацијента може променити и/или пацијент не пристаје на операцију. У таквим случајевима многи хирурзи се залажу за примарно затварање отвореног глобуса са каснијим разматрањем енуклеације ако око и даље нема перцепцију светлости или постаје болно без вида.

## Добре и лоше стране

### Добре стране
За разлику од евисцерације, енуклеација омогућава хистолошки преглед нетакнутог глобуса и оптичког нерва. Ово је посебно важно у условима унутарочног малигнитета  доказаног биопсијом или након сумње на унутарочни малигнитет, при чему је неопходно одредити границе малигнитета и инвазије оптичког нерва, ако су присутне.
Раније  се сматрало да енуклеација смањује ризик од симпатичке офталмије јер избегава излагање увеалним антигенима који се могу појавити током евисцерације.  Међутим, новије студије нису пријавиле случајеве симпатичке офталмије након евисцерације.  Поред тога, класично учење је било да тешко трауматизовано око без видног потенцијала треба уклонити у року од 14 дана да би се спречила симпатичка офталмија. Међутим, показало се да је ово правило произвољно и није научно поткрепљено. 

### Лоше стране (недостаци)
У енуклеацијама се често примећује смањење покретљивости имплантата. У поређењу са пацијентима који су били подвргнути евисцерацији, једна студија је показала да пацијенти са енуклеацијом имају статистички значајно лошију покретљивост имплантата.  Међутим, није примећена разлика у покретљивости протеза између пацијената са евисцерацијом и енуклеацијом.
У анкети из 2003. године међу свим окулистима са сертификатом одбора у Сједињеним Америчким Државама, 92% њих је изјавило да преферира евисцерацију радије него енуклеацију за пацијента коме је потребно уклањање ока.  Осамдесет два процента испитаника верује да евисцерација даје најбољи мотилитет ока и најбољи укупни козметички резултат, а 94% процената верује да су компликације енофталмуса и/или дубоког горњег сулкуса чешће након енуклеације.

## Хируршка техника
Енуклеација се често изводи као амбулантна процедура под општом анестезијом. Ретробулбарни блок локалног анестетика са адреналином се примењује да би се помогло у хемостази и постоперативном лечењу бола.
Након што се у операционој сали обави консултација са целим тимом и  потврди  исправност операције ока, лице пацијента  се припрема и стерилно прекрива.
Лимбална перитомија конјуктиве се изводи маказама од 360 степени. Тупа дисекција у суб-Теноновој равни се затим изводи у сваком од косих квадраната. Сваки прави очни  мишић се затим идентификује, изолује мишићном куком, учвршћује шавом и сече на месту припоја за очну јабучицу. Горњи и инфериорни коси мишићи се изолује и генерално пресеца. Када се утврди да се очна јабучица слободно ротира, оптички нерв се идентификује, хвата и сече маказама за енуклеацију или жицом за енуклеацију.  У посебно у ситуацијама интраокуларног малигнитета патохистолошки преглед оптичког нерва је кључан за даљи ток операције. Додатна хемостаза се затим постиже директним притиском у интракуларном простору и каутеризацијом оптичког нерва ако је потребно.
Имплантат се затим поставља у интраорбитални простор да би се заменио волумен изгубљен енуклеисаном очном јабучицом, и постигла козметичка симетрија са другим лежиштем и омогућила покретљивост протезе. 
У одређеним околностима, укључујући тешку инфекцију, хирург може одлучити да не постави имплантат у време енуклеације веч да постави имплантат у другој операцији.
Екстраокуларни мишићи су углавном причвршћени један за други испред имплантата или зашивени директно за неумотни или умотани имплантат. Затим се врши двослојно затварање апсорбујућим шавовима, прво Тенонове капсуле, а затим и конјуктиве. Трослојно затварање се може извести као и затварање задње Тенонове капсуле. На крају се наноси  антибиотска маст, на затворену конјунктиву и ставља се прозирни пластични конформер, а преко леђишта се ставља фластер за притисак на 2-3 дана у зависности од жеље хирурга. Може се поставити и привремена тарзорафија која се поново уклања за 5-7 дана у зависности од преференција хирурга.

### Уградња имплантата
Постоји неколико врста имплантата који се могу користити у енуклеацији. Имплантати се израђују у различитим величинама, а интраоперативни избор имплантата одговарајуће величине одређује:
- величина имплантата која је неопходна да би се постигла симетрија са другим оком,
- величина пацијентове орбите

Имплантати према конзистенцији и материјалу могу бити порозни или непорозни. 

#### Порозни имплантанти
Порозни имплантати омогућавају фиксирање екстраокуларних мишића уз пролиферацију фиброваскуларних ткива у сам имплантат. То укључује хидроксиапатит, порозни полиетилен и пропласт.  Хидроксиапатитни имплантати су први пут представљени 1989.  Због своје храпаве површине, типично су омотани материјалом као што је беоњача донора, ацелуларни дермис или перикард. Додатни материјали за омотавање укључују трансплантате аутологног ткива, као што су темпоралис фасциа или фасциа лата и синтетичке мреже. Порозни полиетиленски имплантати су касније развијени као алтернатива хидроксиапатиту. Имају глатку површину и не захтевају омотавање. Остале предности порозног полиетилена у односу на хидроксиапатитне имплантате укључују нижу цену и могућност шивања екстраокуларних мишића директно на имплантат.

#### Непорозни имплантанти
Непорозни имплантати не дозвољавају пролиферацију ткива у имплантанту. Стога, они могу имати смањену покретљивост и већи ризик од миграције имплантанта.  Типови непорозних имплантанта укључују стакло, силикон, акрил и полиметилметакрилат..  Мишићи ректуса се још увек могу зашити преко имплантанта да би се имплантат и протеза померили, или зашити за умотани материјал. 
У истраживању објављеном 2004. године од стране активних чланова Америчког друштва за офталмолошку пластичну и реконструктивну хирургију за, најпопуларнији и најчешће коришћени имплантант проглашен је порозни полиетилен у 43% случајева, а затим следи. хидроксиапатитом (27%) и непорозним имплантантима (20%).  Најчешће цитирано образложење за избор имплантанта био је исход интервенције.

### Постоперативе процедуре
Пацијенти се обично нљкон операције кратко постоперативно третирају и потом им се  уз прописане аналгетике и антиеметике, отпуштају кући уз савет са да се врате на клинику недељу дана након процедуре. Неки хирурзи превентивно преписују профилактичке антибиотике, иако нема доказа да антибиотици смањују ризик од инфекције имплантанта.    
Када се затварање конјунктиве зацели, обично око 4-8 недеља од операције, пацијенти се упућују окулисти ради уградње очне протезе.
Након завршеног лечења пацијенти се редовно прате од стране очног хирурга и окуларисте да би одржали здравље лежишта протезе.

## Компликације
Компликације енуклеације могу бити интраоперативне и постоперативне.

### Интраоперативне компликације
- Уклањање погрешног ока
- Оштећење или губитак екстраокуларних мишића
- Хеморрхаге
- Перфорација ока

### Постоперативне компликације
- Инфекција
- Хеморрхаге
- Дехисценција ране
- Екструзија конформера
- Контракција форнице
- Излагање имплантата
- Екструзија имплантата
- Миграција имплантата
- Птосис
- Бол
- Ектропион
- Ентропион
- Шупљи или дубоки горњи бразд
- Протеза која се лоше уклапа
- Енофталмус
- Контрактура утичнице
- Орбитални целулитис